# قطرة باردة

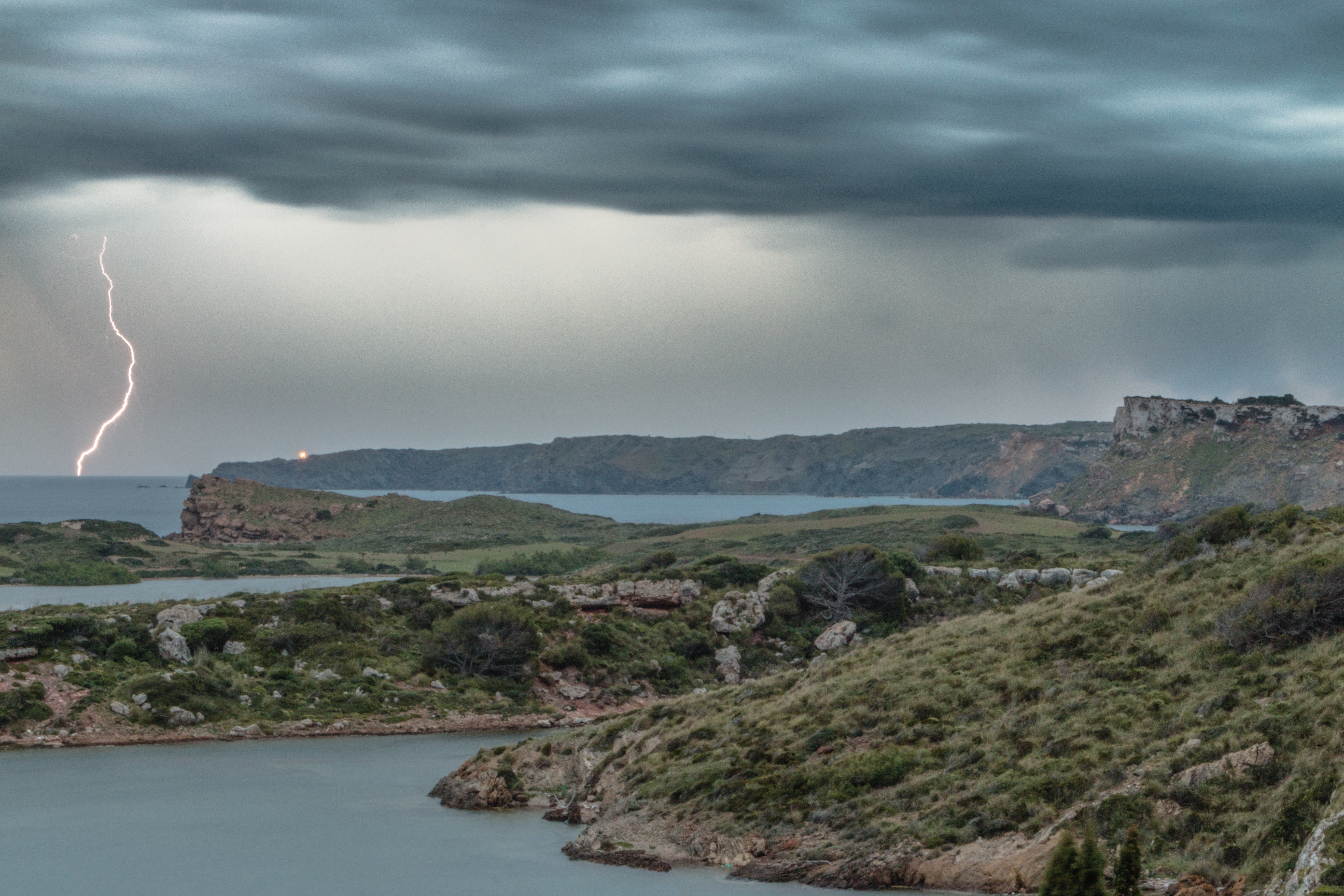

القطرة الباردة هو مصطلح شائع لـمنخفض قطع في إسبانيا. ((بالإسبانية: gota fría)‏,). هو منخفض مغلق ذو مستوى عال يصبح منفصلاً (منقطع) بشكل تام من التيار الغربي، ويتحرك مستقلاً عن ذلك التيار. وقد تظل التيارات المنقطعة مستقرة لعدة أيام، أو أنها في بعض الأحيان تتحرك غربًا عكس التدفق السائد عاليًا (أي تتقهقر) ويستخدم المصطلح أيضًا لوصف الظاهرة الجوية المصاحبة له. يظهر هذا المنخفض في إسبانيا عندما تتجه مقدمة الهواء القطبي البارد جدًا، تيار نفاث قطبي، ببطء أعلى أوروبا الغربية، على ارتفاع شاهق، (عادة 5-9 كم أو 3-5.5 أميال).

## الحالة الإسبانية
إذا حدث انقطاع مفاجئ في تدفق التيار، لأسباب عديدة، مثل تأثير الضغط المرتفع، ينفصل جيب هوائي بارد من التيار النفاث الأصلي مخترقًا نحو الجنوب أعلى البرانس إلى الهواء الدافئ في إسبانيا، مسبباً أكبر آثار في جنوب شرق إسبانيا، وخاصة على طول ساحل البحر الأبيض المتوسط الإسباني، وتحديدًا منطقة فالنسيا
يُصاحب هذه الظاهرة أمطار غزيرة وعواصف عنيفة للغاية بسرعات 100-200 كم (60-120ميلاً)/ ساعة، لكنها ليست دائمًا ما يصاحبها هطول أمطار كثيفة. وفي هذه الظاهرة، من الضروري تجمع الأمطار الجوية الغزيرة غير المستقرة في الغلاف الجوي في طبقات الهواء المنخفضة مع مقدار كبير من بخار الماء. وهذا التجمع يتسبب في تفريغ كتل الهواء البارد بسرعة تصل إلى 500 لتر لكل متر مربع ونولات هطول أمطار بسرعة كبيرة للغاية. تستمر هذه الظاهرة لفترة وجيزة للغاية، (تتراوح بين عدة ساعات قليلة إلى أربعة أيام بحد أقصى) حيث تفرغ ماءها الاحتياطي دون تلقي مورد مائي جديد.
تتكون السحب في المحيط الأطلنطي. وكلما كان الاختلاف في درجات الحرارة كبيرًا، كان تخزين المياه في السحب بشكل أكبر. ومن الممكن أن ينتج المنخفض البارد جليدًا أو بردًا.
وبهذه الطريقة تتحرك كتلة كبيرة من الهواء البارد وتطفو كمنخفض أعلى منطقة دافئة.
ومن الممكن أن ينتج عن الأمطار الغزيرة التي يتسبب فيها المنخفض البارد دمار المباني وغيرها جراء السيول والفيضان السريع.

## وصلات خارجية
- Las gotas frías/DANAs. Ideas y conceptos básicos. Francisco Martín León,INM. (بالإسبانية)